# Ricardo Pereira
Ricardo Alexandre Martins Soares Pereira (Montijo, Portugal, 11. veljače 1976.), poznatiji kao Ricardo, je portugalski umirovljeni nogometni vratar i bivši nacionalni reprezentativac.
S Portugalom je nastupao na dva svjetska (2002. i 2006.) te dva europska (2004. i 2008.) prvenstva. Najznačajniji rezultat je ostvaren na EURU 2004. kada je Portugal kao domaćin stigao do finala gdje je neočekivano izgubio od Grčke.

## Karijera

### Klupska karijera
Ricardo Pereira je nogometnu karijeru započeo u lokalnom CD Montiju dok 1994. godine potpisuje za Boavistu. Za klub je branio punih devet sezona te je s njime u sezoni 2000./01. osvojio portugalsko prvenstvo što je do danas najveći uspjeh u povijesti kluba. Također, kao Boavistin vratar, bio je jedna od najvažnijih karika momčadi koja je tijekom sezone 2002./03. stigla do polufinala Kupa UEFA.
2003. godine klub ga prodaje lisabonskom Sportingu za sedam milijuna eura i 20% vrijednosti od sljedećeg transfera. Za njega je 2005. branio u finalu Kupa UEFA protiv moskovskog CSKA koje je održano upravo na Sportingovom novosagrađenom stadionu José Alvalade. Na njemu je lisabonski klub izgubio s visokih 3:1.
9. srpnja 2007. je objavljena vijest o vratarevom prelasku u španjolski Betis što je i potvrđeno nakon dva dana kada je Ricardo s klubom potpisao četverogodišnji ugovor. Prvenstveni debi za klub je ostvario 26. kolovoza na gostovanju kod Recreativa koji je završio s neriješenih 1:1. Iako je u klubu započeo kao standardni vratar, izgubio je tu poziciju od tadašnjeg Betisovog juniora Casta. Isti status imao je i tijekom sezone 2008./09. kada je klub preuzeo Francisco Chaparro tako da je branio samo u utakmicama Kupa kralja.
Zbog malog broja nastupa u klubu, Ricardo Pereira 31. siječnja 2011. potpisuje za engleskog drugoligaša Leicester City do kraja sezone gdje ga je trenirao švedski trener Sven-Göran Eriksson.  Za klub je debitirao 12. veljače u 2:0 pobjedi nad Derby Countyjem.  Nakon što mu je krajem lipnja istekao ugovor, Leicester je objavio da Portugalcu neće produljiti ugovor.Zbog toga se Ricardo Pereira vraća u domovinu gdje sredinom kolovoza 2011. potpisuje za Vitóriju Setúbal. Kasnije je napustio klub te se pridružio Olhanenseu.

### Reprezentativna karijera
Ricardo je za Portugal debitirao 2001. godine u susretu protiv Irske kada je zamijenio Vítora Baíju koji se oporavljao od ozljede koljena.
Dok je na Svjetskom prvenstvu 2002. bio rezerva, na EURU 2004. je postao prvi vratar reprezentacije. Ondje se najprije istaknuo u četvrtfinalnom dvoboju protiv Engleske gdje se pitanje pobjednika odlučivalo na jedanaesterce. Nakon što je obranio Beckhamu i Vassellu, upravo je on zabio zabio posljednji gol za konačnu portugalsku pobjedu i prolazak u polufinale. Na tom turniru je s reprezentacijom stigao do samog finala gdje je domaćin neočekivano izgubio od Grčke. Jedini pogodak u finalu je tijekom izvođenja kornera zabio Angelos Charisteas, ponajviše zbog Ricardove pogrešne procjene.
Na Svjetskom prvenstvu 2006. vratar je s Portugalom stigao do borbe za treće mjesto gdje su izgubili od domaćina Njemačke s 3:1. Sam vratar je završetkom turnira uveden u All-star momčad Svjetskog prvenstva.
Unatoč kritikama, Ricardo Pereira je prvi vratar reprezentacije bio i na EURU 2008. gdje je Njemačka ponovo pobijedila Portugal i time prekinula portugalski nastavak natjecanja. To je Ricardu ujedno bila i posljednja utakmica u nacionalnom dresu.

## Osvojeni trofeji

### Klupski trofeji
| Klub             | Trofej                | Sezona    |
| Portugal         | Portugal              | Portugal  |
| ---------------- | --------------------- | --------- |
| Boavista         | Portugalski kup       | 1997.     |
| Boavista         | Portugalski Superkup  | 1997.     |
| Boavista         | Portugalsko prvenstvo | 2000./01. |
| Sporting Lisabon | Portugalski kup       | 2007.     |

### Reprezentativni trofeji
| Turnir         | Trofej | Godina |
| -------------- | ------ | ------ |
| EP u Portugalu | Srebro | 2004.  |

### Individualni trofeji
| Trofej                              | Sezona |
| ----------------------------------- | ------ |
| All-star momčad Svjetskog prvenstva | 2006.  |

### Ordeni
Ordem de Nossa Senhora da Conceição de Vila Viçosa: 2006.

## Vanjske poveznice
- National Football Teams.com